# Katherine Brooks
Katherine Brooks   (Covington, 15 de març de 1976) és una escriptora i directora de cinema estatunidenca. Brooks és membre del Directors Guild of America, membre del jurat de Samsung Fresh-Films 2007, el programa de cinema per a adolescents més gran dels EUA, i ha rebut el Premi LACE for Arts and Entertainment, que premia les dones. que han marcat la diferència a la comunitat de l'entreteniment. L'any 2011, POWER UP la va nomenar una de les "Dones gais increïbles i homes gais increïbles del showbiz".

## Carrera

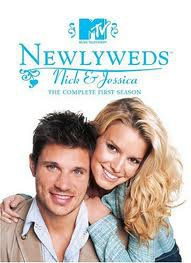
Nick Lachey i Jessica Simpson a The Newlyweds

Brooks ha dirigit programes destacats de televisió, així com pel·lícules escrites i dirigides que van rebre elogis. Els seus crèdits al cinema i a la televisió inclouen tres temporades del programa guanyador de l'Emmy The Osbournes, Newlyweds: Nick and Jessica i l'innovador The Real World d'MTV. Mentre estava associada a MTV, va dirigir el programa There and Back de la cadena, amb Ashley Parker Angel i Tiffany Lynn, Meet the Barkers amb el bateria de Blink 182 Travis Barker, i va dirigir i produir The Simple Life protagonitzada per Paris Hilton i Nicole Richie.
Brooks va passar a dirigir llargmetratges després de rebre elogis de la crítica pels seus curtmetratges Finding Kate i Dear Emily. El treball de Brooks s'ha projectat en més de 100 festivals d'arreu del món i ha obtingut diversos premis, com ara "Emerging Filmmaker Award" al Festival de Cinema Italià i el "Gran Premi del Jurat" al Festival de Cinema de Chicago.
El primer llargmetratge de Brooks, Loving Annabelle, que Brooks va escriure i dirigir i protagonitzat per Erin Kelly, Diane Gaidry i Kevin McCarthy, va debutar al prestigiós Festival de Cinema Cinequest el 2006; la pel·lícula va guanyar el premi del públic i el premi a la millor actriu a l'Outfest. A més, Loving Annabelle va guanyar el millor llargmetratge al Melbourne Film Festival (2006), el Festival Internacional de Cinema Gai i Lèsbic de Barcelona (2006) i l'Atlanta Film Festival (2006), i el Premi del Jurat al Festival de Cinema de París (2006).
Brooks va escriure el seu segon llargmetratge, el thriller independent Waking Madison, a Nova Orleans, una pel·lícula protagonitzada per Sarah Roemer (Disturbia), Elisabeth Shue, Will Patton, Frances Conroy i Taryn Manning. La pel·lícula explora el viatge d'una dona jove que pateix un trastorn de personalitat múltiple. El seu documental Face 2 Face es va reproduir a Netflix i es va estrenar a Los Angeles a Teatre Xinès de Mann. El 2020, Katherine va ser productora de camp al programa de National Geographic "Impact" produït per Gal Gadot. Actualment està completant la postproducció del seu llargmetratge "Lost In Time", protagonitzada per Jill Hennessy.

## Filmografia

### Llargmetratges
- Lost In Time (2017)
- The Boys Club (pre-production)
- Face 2 Face (2012)
- Waking Madison (2009)
- Loving Annabelle (2006)
- Surrender (2003)

### Curtmetratges
- Finding Kate (2004)
- Dear Emily (2001)
- Luna Butterflys (2000)
- Outtakes (1998)

### Televisió
- There & Back: Ashley Parker Angel (sèrie de televisió) (2006)
- My Own (sèrie de televisió) (2006)
- Meet the Barkers (sèrie de televisió) (2005)
- Love is in the Heir (sèrie de televisió) (2004)
- He's a Lady (sèrie de televisió) (2004)
- Wanna Come In? (sèrie de televisió) (2004)
- The Simple Life 2: Road Trip (sèrie de televisió) (2004)
- Newlyweds: Nick & Jessica (sèrie de televisió) (2003)
- The Real World: San Diego (sèrie de televisió) (2003)
- The Osbournes (sèrie de televisió) (2002)
- The Complex (sèrie de televisió) (2002)
- Sexcetera (sèrie de televisió) (1998)